# Liste der Baudenkmäler in Wadern
In der Liste der Baudenkmäler in Wadern sind alle Baudenkmäler der saarländischen Stadt Wadern nach ihren Ortsteilen aufgelistet.
Grundlage ist die Veröffentlichung der Landesdenkmalliste im Amtsblatt des Saarlandes vom 22. Dezember 2004 und die aktuelle Teildenkmalliste des Landkreises Merzig-Wadern in der Fassung vom 9. August 2017.

## Büschfeld
| Lage                    | Bezeichnung                   | Beschreibung | Bild |
| ----------------------- | ----------------------------- | --- | ---- |
| Limbacher Straße 1 Lage | Brunnenschale und Kamingesims | Um 1560 entstanden |      |
| Limbacher Straße 4 Lage | Mühle                         | Das ehemalige Müllerwohnhaus stammt aus dem 18. Jahrhundert. Die Mühle selbst wurde im 19. Jahrhundert als Anbau errichtet. Der zweigeschossige traufständige Putzbau mit vier Fensterachsen wurde dabei um einen leicht zurückgesetzten Anbau mit drei Fensterachsen ergänzt. Teile der Mühlentechnik sind erhalten. |      |
| Weierstadt 31 Lage      | Forsthaus                     | 1901 von Brauweiler erbaut |      |

## Buweiler-Rathen
| Lage                | Bezeichnung                     | Beschreibung | Bild |
| ------------------- | ------------------------------- | --- | ---- |
| Buweilerstraße Lage | Kath. Kapelle Mariä Himmelfahrt | Die Kapelle wurde 1896 gestiftet, damit die Ernte der Bauern künftig vor Unwettern verschont bliebe. Der kleine Rechtecksaal wird von einem Satteldach abgeschlossen auf dem über dem Portal ein quadratischer Dachreiter mit spitzem Pyramidendach sitzt. An den eingezogenen Chor mit dreiseitigem Schluss wurde eine kleine Sakristei angebaut. Zur eher kargen Ausstattung gehören Gips- und Holzfiguren aus dem 19. Jahrhundert. |      |

## Dagstuhl
| Lage                                  | Bezeichnung                  | Beschreibung | Bild |
| ------------------------------------- | ---------------------------- | --- | --- |
| Bahnhofstraße/Noswendeler Straße Lage | Ensemble Eisenbahnersiedlung | Die Eisenbahnersiedlung rund um den Bahnhof Dagstuhl war Keimzelle für den späteren Ort und entstand 1896/97. | Die Eisenbahnersiedlung rund um den Bahnhof Dagstuhl war Keimzelle für den späteren Ort und entstand 1896/97. |
| Bahnhofstraße/Noswendeler Straße Lage | Ensemble Eisenbahnersiedlung | Bahnhofstraße 2, Doppelwohnhaus, 1897 (Ensemblebestandteil) | |
| Bahnhofstraße/Noswendeler Straße Lage | Ensemble Eisenbahnersiedlung | Bahnhofstraße 4, Doppelwohnhaus, 1897 (Ensemblebestandteil) | |
| Bahnhofstraße/Noswendeler Straße Lage | Ensemble Eisenbahnersiedlung | Bahnhofstraße 5, Mehrfamilienwohnhaus, um 1905 (Ensemblebestandteil) | |
| Bahnhofstraße/Noswendeler Straße Lage | Ensemble Eisenbahnersiedlung | Bahnhofstraße 6, Verwaltungsgebäude, 1897 (Ensemblebestandteil) | |
| Bahnhofstraße/Noswendeler Straße Lage | Ensemble Eisenbahnersiedlung | Noswendeler Straße 3, Verwaltungsgebäude, 1897 (Ensemblebestandteil) | |
| Bahnhofstraße/Noswendeler Straße Lage | Ensemble Eisenbahnersiedlung | Noswendeler Straße 4, Bahnhofsempfangsgebäude, Anbau und Frachthalle (Ensemblebestandteil im Ensemble Eisenbahnersiedlung): Der Bahnhof Dagstuhl wurde 1896 mit einer Frachthalle erbaut. In den 1950er Jahren kam ein kleinerer Anbau hinzu, der als Wartehalle diente. Das kleine Backsteingebäude mit drei Fensterachsen ist reich mit Lisenen und Friesen verziert. Die Fenster sind mit Segmentbögen ausgeführt. Der Kernbau ist zweigeschossig, der Anbau besitzt anderthalb Geschosse. Der Bahnhof wurde 2012 umfassend saniert und durch moderne Anbauten erweitert. Er wird heute als Kita genutzt. | |
| Burgstraße Lage                       | Burg Dagstuhl                | Die mittelalterliche Höhenburg wurde um 1270 durch den Ritter Boemund von Saarbrücken erbaut. Anfang des 15. Jahrhunderts wurde sie von Nikolaus Vogt von Hunolstein erobert und dann 1466 bis 1472 umgebaut. Der Trierer Kurfürst Philipp Christoph von Sötern kaufte die Anlage gemeinsam mit der Herrschaft im ersten Drittel des 17. Jahrhunderts und ließ sie weiter umbauen. 1717 wurden die Burg von französischen Truppen zerstört und das Baumaterial später zum Bau von Schloss Dagstuhl verwendet. Die Burganlage besteht aus den Ruinen einer Kernburg, sowie einer nördlich vorgelagerten Vorburg und eines südlich gelegenen Vorwerks. Erhalten ist der teilweise aufgerissene Burgturm und die Grundmauern, die den Grundriss offenbaren.    | |
| Oktavieallee Lage                     | Schlosskapelle Heilig Kreuz  | Die barocke Kapelle ist Teil des Schlosses Dagstuhl und wurde im Jahr 1763 im Auftrag von Graf Joseph Anton von Öttingen-Sötern erbaut. 1964 wurde sie durch einen Anbau erweitert. Auf dem Dach des achteckigen Saalbaus sitzt zentral ein geschieferter Dachreiter. Das Portal mit Treppe sitzt in der mittleren Längsachse und wird von Pilastern flankiert, die einen Karniesbogen mit Konsole tragen. Darüber prangt das Familienwappen des Erbauers. Das Innere der Kirche wurde von Octavia de Lasalle von Louisenthal reich bemalt. Fenstergewände, Chorwand und Hohlkehle der flachen Decke sind ausgemalt. Im dreiseitigen Chor steht ein spätbarocker Altar aus dem Jahr 1743 aus der Schwäbischen Schule.                                       | |
| Oktavieallee Lage                     | Schloss Dagstuhl             | Schloss Dagstuhl wurde 1761/62 im Auftrag von Graf Anton von Öttingen-Sötern erbaut. Nach dem Einmarsch französischer Revolutionstruppen wurden die Ländereien verpachtet und das Schloss von Baron Wilhelm de Lasalle von Louisenthal erworben. Die Familie lebte hier bis 1959. 1905/06 erweiterte die Familie das Schloss und ließ es im neogotischen Stil umbauen. Haupthaus und Schlosskapelle sind seither durch einen historisierenden Zwischenbau mit Mittelrisalit und Turmaufbau verbunden. Das zweigeschossige Haupthaus ist noch als Bau des Barock erkennbar. 1961 übernahmen die Franziskanerinnen den Komplex und richteten ein Altenheim ein. Inzwischen ist das Schloss im Besitz des Landes und Sitz des Leibniz-Zentrums für Informatik. | |
| Schloss Dagstuhl Lage                 | „Von-Beulewitzsches-Kreuz“   | 1709 errichtet. | |
| Schloss Dagstuhl                      | Weißes Kreuz                 | Um 1700 errichtet | |

## Gehweiler
| Lage                | Bezeichnung              | Beschreibung | Bild |
| ------------------- | ------------------------ | --- | ---- |
| Hunsrückstraße Lage | Wegekreuz                | Errichtet 1788 |      |
| Hunsrückstraße Lage | Kath. Kapelle St. Ludwig | Die giebelständige Kapelle wurde 1746 als kleiner Saalbau errichtet. Über dem einfachen Portal thront ein Dachreiter. Zwei Zieranker schmücken die grob verputzte Giebelseite der Kapelle. Der Eingang mit Sandsteinlaibung wird von einer geraden Verdachung abgeschlossen über der ein Wappen prangt. |      |

## Kostenbach
| Lage                  | Bezeichnung            | Beschreibung | Bild |
| --------------------- | ---------------------- | --- | ---- |
| Im Buchenfeld 8 Lage  | Bauernhaus             | |      |
| Im Gehemm             | Wegekreuz              | Errichtet 1739 |      |
| Nonnweilerstraße Lage | Kath. Kirche Herz Jesu | Die Herz-Jesu-Kirche wurde in den Jahren 1887 bis 1889 nach Entwürfen von Wilhelm Hector errichtet und trägt vor allem neoromanische Stilelemente. Das Portal liegt im gedrungenen Westturm. Das Innere der Kirche wird durch Joche mit Kreuzrippengewölben überspannt. Gurtbögen auf Pilastern trennen die Joche. Der stark eingezogene Chor mit dreiseitigem Schluss liegt hinter einem angedeuteten Querhaus mit spitzwinkligen Kreuzarmen und steilen Holzdecken. |      |

## Lockweiler
| Lage                | Bezeichnung                                          | Beschreibung | Bild |
| ------------------- | ---------------------------------------------------- | --- | ---- |
| Primsstraße 67 Lage | Wegekreuz                                            | Errichtet 1739 |      |
| Turmstraße Lage     | Kath. Kirche St. Michael mit romanischem Glockenturm | Ältester Teil der Kirche ist der romanische Glockenturm mit gekoppelten Schallöffnungen. Der Turm mit zurückgesetztem spitzem Pyramidendach wurde im 12. Jahrhundert über quadratischem Grundriss errichtet und steht nach dem Abriss des alten Kirchenschiffs heute frei. Nach oben verjüngt sich der Bau leicht. Unterhalb der Schallöffnungen verläuft ein Gurtgesims. Die moderne Kirche aus dem Jahr 1961 ist im Inneren einer Basilika ähnlich und wird über zahlreiche schmale Fensterschlitze in den Obergaden belichtet. Zwei niedrige Seitenschiffe begleiten das Mittelschiff mit einem rechteckigen Chor. Äußerlich unterscheiden sich Mittelschiff und Seitenschiffe deutlich. Das Mittelschiff wurde als monolithischer Baukörper mit Metallverkleidung errichtet, die niedrigen Seitenschiffe mit Kupferdach wurden aus schmalen Bruchsteinen errichtet. |      |
| Turmstraße 10 Lage  | Kath. Pfarrhaus                                      | Das querrechteckige Pfarrhaus wurde 1911/12 von Peter Marx errichtet. Das Gebäude ist ein zweigeschossiger Bau über einem hohen Sockelgeschoss. Die Straßenfassade besitzt vier Fensterachsen mit gerader Verdachung und Klappläden und eine dreiachsige Dachgaube. Das Mansardwalmdach ist schiefergedeckt. |      |
| Zur alten Burg Lage | Burgstelle Schwarzenburg mit Haankapelle             | Die Hangburg wurde um 1170 durch die Herren von Schwarzenburg erbaut. Nach 1600 verfiel das Anwesen. Der Burgstall zeigt noch Mauerreste von Vor-, Ober- und Unterburg und mehrere Abschnittsgräben. Heute steht auf der Vorburg die „Haankapelle“, die 1837 von der Familie Lasalle von Louisenthal errichtet wurde. Die Kapelle ist ein schlichter verputzter Saalbau mit Eckquaderung. Das offene Portal wird von einem Gitter gesichert und wird von einem Rundbogen überspannt. Ein Satteldach schließt den hohen Baukörper ab. |      |

## Morscholz
| Lage                   | Bezeichnung                     | Beschreibung | Bild |
| ---------------------- | ------------------------------- | --- | ---- |
| Dagstuhler Straße Lage | Kath. Filialkirche St. Wolfgang | Ältester Teil der Wolfgangkirche ist der mittelalterliche Turm mit einer Marienglocke, die 1491 gegossen wurde. Der Turm wurde über annähernd quadratischem Grundriss errichtet und ist niedrig. Dadurch wirkt er gedrungen. Das Kirchenschiff wurde 1750 im Barockstil errichtet und 1934 umgebaut und erweitert. Der Turm wurde bei weit in das Langhaus gesetzt. Fünf Achsen belichten auf der Vorderseite des Saalbaus. Das mittlere Fenster ist verkürzt. Darunter befindet sich ein einfaches Portal mit gerader Verdachung, die von Pilastern getragen wird. Zwei runde Fenster belichten den dreiseitigen Chor. |      |

## Münchweiler
| Lage             | Bezeichnung                                                        | Beschreibung | Bild |
| ---------------- | ------------------------------------------------------------------ | --- | ---- |
| Losheimer Straße | Eisenbahntrasse und Gleiskörper                                    | Zwischen 1901 und 1903 errichtet. |      |
| Losheimer Straße | Bahnhofswartesaal                                                  | Der Wartesaal wurde 1903 erbaut. |      |
| Schloss Lage     | Schloss Münchweiler Schlossanlage, Wirtschaftsgebäude, Park, Allee | Hof Münchweiler war ursprünglich im Besitz der Trierer Reichsabtei St. Maximin. Im 18. Jahrhundert gelangte das Gut in den Besitz von Reichsfreiherr Franz Georg Zandt von Merl, der es in drei Bauabschnitten zwischen 1749 und 1785 von Christian Kretschmar erbauen. Das Herrenhaus wurde bis 1773 um zwei Giebelfronten erweitert. Im 20. Jahrhundert verfiel die Anlage zusehends und wurde erst in den 1990er und 2000er Jahren umfassend saniert. Der Vierseithof gruppiert sich um einen rechteckigen Innenhof, den man über ein langes Torhaus betritt. Nördlich und südlich davon befinden sich die Wirtschaftsgebäude. Im Osten steht das Herrenhaus als zweigeschossiger Putzbau im Barockstil mit steilem Mansardwalmdach. In der mittleren Achse der Mansarde befindet sich in einer Gaube eine Uhr. Das querrechteckige Gebäude besitzt acht fensterachten, die durch Lisenen zu je zwei Achsen zusammengefasst sind und besitzt zwei Eckrisalite. Ein Geschossgesims gliedert die Fassade horizontal. Das Portal betritt man über eine gegenläufige Freitreppe. Die doppelflügelige Eingangstür wird von einem Bogen überspannt und besitzt ein profiliertes Gewände. Mächtige Pilaster flankieren den Eingang und tragen ein Gebälk über dem ein Wappen prangt, das von Voluten begleiten und von einem Rundgiebel überragt wird. Darüber steht eine Vase. Die beiden Seitenflügel des Gebäudes besitzen je vier Achsen. Die beiden mittleren Fensterachsen werden von geschweiften Giebeln überragt. |      |

## Noswendel
| Lage                | Bezeichnung                | Beschreibung      | Bild |
| ------------------- | -------------------------- | ----------------- | ---- |
| Hauptstraße 48 Lage | Wegekreuz                  | Errichtet 1764    |      |
| Zum Röderwald Lage  | Zimmersch-Kreuz, Wegekreuz | Um 1900 errichtet |      |

## Nunkirchen
| Lage                          | Bezeichnung                           | Beschreibung | Bild                                                                                     |
| ----------------------------- | ------------------------------------- | --- | ---------------------------------------------------------------------------------------- |
| Kleinbahnstraße Lage          | Ensemble Merzig-Büschfelder-Eisenbahn | Das Ensemble Merzig-Büschfelder-Eisenbahn ist Teil der Bahnstrecke Merzig Süd–Büschfeld. | Das Ensemble Merzig-Büschfelder-Eisenbahn ist Teil der Bahnstrecke Merzig Süd–Büschfeld. |
| Kleinbahnstraße Lage          | Ensemble Merzig-Büschfelder-Eisenbahn | Kleinbahnstraße und außerhalb der Ortslage, Gleiskörper und Trasse, 1901–03 (Ensemblebestandteil) |                                                                                          |
| Kleinbahnstraße Lage          | Ensemble Merzig-Büschfelder-Eisenbahn | Kleinbahnstraße, Bahnhofsempfangsgebäude, 1903 (Ensemblebestandteil) |                                                                                          |
| Im Flürchen 2 Lage            | Bauernhaus                            | Erbaut 1909 |                                                                                          |
| Klosterstraße 19 Lage         | Bauernhaus                            | Erbaut 1899 |                                                                                          |
| Losheimer Straße 7 (bei) Lage | Wegekreuz                             | Errichtet im 18. Jahrhundert |                                                                                          |
| Losheimer Straße 19 Lage      | Verwaltungsgebäude                    | Das ehemalige Verwaltungsgebäude des Nunkircher Eisenwerks wurde um 1730 erbaut. Der giebelständige Putzbau mit Sandsteingliederung, Lisenen und Geschossgesims besitzt zwei Geschosse und ein Mansarddach mit Schopf. Die Fenster sind mit flachbogigem Sturz und betontem Schlussstein ausgeführt. 1859 wurde das Gebäude umgebaut und erweitert. |                                                                                          |
| Losheimer Straße 27 Lage      | Wegekreuz                             | Errichtet im 19. Jahrhundert |                                                                                          |
| Saarbrücker Straße Lage       | Kath. Kirche Herz Jesu                | Die Herz-Jesu-Kirche wurde 1894 bis 1896 nach Plänen des Architekten Reinhold Wirtz im Stil der Neugotik errichtet. Die dreischiffige Pseudobasilika steht hinter einem Westturm. An das Langhaus schließt sich ein Querhaus mit Nebenchören an und Chor mit fünfseitigem Schluss. Konchen bereichern das Innere der Kirche. Querhaus und Chor sind reich ausgemalt. |                                                                                          |
| Saarbrücker Straße 23 Lage    | In Pitten Ecken, Bauernhaus           | Erbaut im zweiten Viertel des 18. Jahrhunderts |                                                                                          |
| Saarbrücker Straße 61 Lage    | Gasthaus Lauer, Bauernhaus            | Erbaut 1840 |                                                                                          |
| Weiskircher Straße 21 Lage    | Takenplatten                          | Unter Denkmalschutz stehen im Haus Weiskircher Straße 21 die gusseisernen Takenplatten aus dem ersten Drittel des 18. Jahrhunderts. |                                                                                          |
| Zum Wiesental 3 Lage          | Villa                                 | Das Wohnhaus wurde um 1895 für den Sägewerksbesitzer Meyers erbaut. Der traufständige Putzbau mit zwei Geschossen wird von einem geschieferten Krüppelwalmdach gedeckt. Der Eckrisalit mit Eckquaderung ist von einem geschweiften Knickgiebel bekrönt; der Anbau hat im Obergeschoss eine verglaste Veranda, im Nordwest-Giebel eine Nische für eine Figur. Die Fenster im Obergeschoss sind mit breiter Laibung ausgeführt und besitzen ein hohes Giebelfeld mit gerader, profilierter Verdachung. Die Fenster im Erdgeschoss sind mit Segmentbögen ausgeführt. Der Bau erhebt sich über einem niedrigen Sockelgeschoss mit Bossenwerk. |                                                                                          |

## Steinberg
| Lage                  | Bezeichnung               | Beschreibung | Bild |
| --------------------- | ------------------------- | --- | ---- |
| Eichenlaubstraße Lage | Kath. Kirche St. Liborius | St. Liborius wurde in den Jahren 1863 bis 1868 nach Entwürfen von H. Rost errichtet und erhielt 1953 einen Turm nach Plänen von W. König. Dieser steht frei und ist durch einen kleinen Verbindungsbau mit dem Langhaus verbunden. Das giebelständige Kirchenschiff besitzt ein tiefgezogenes Satteldach. Die Giebelseite besitzt drei Portaltüren über denen hohe Blendbögen mit Malereien sitzen. Rechts und links des Portals sitzen je drei Rundfenster. Die Pseudobasilika besitzt einen Rechteckchor, dessen Obergaden mit Fenstern ausgestattet sind. Eine Fensterrose sorgt auf der Stirnseite des Chores für zusätzliches Licht. |      |

## Wadern
| Lage                          | Bezeichnung                                    | Beschreibung | Bild |
| ----------------------------- | ---------------------------------------------- | --- | --- |
| Koordinaten fehlen! Hilf mit. | Ensemble Ausweichsitz Landesregierung          | SANI I (Stollenanlage), SANI II (Fernmeldezentrale), Zivilschutzräume im Hochwaldgymnasium, Transformatorstation, Hubschrauberlandeplatz | SANI I (Stollenanlage), SANI II (Fernmeldezentrale), Zivilschutzräume im Hochwaldgymnasium, Transformatorstation, Hubschrauberlandeplatz |
| Koordinaten fehlen! Hilf mit. | Ensemble Ausweichsitz Landesregierung          | Gemarkung Dagstuhl, Oktavie-Allee, Flur 1, 84/2, 77/8, 76/70 | |
| Koordinaten fehlen! Hilf mit. | Ensemble Ausweichsitz Landesregierung          | Gemarkung Dagstuhl, Flur 1, 67/7 | |
| Koordinaten fehlen! Hilf mit. | Ensemble Ausweichsitz Landesregierung          | Gemarkung Wadern, Am Kaisergarten 1, Flur 8, Flurstück 64/177 | |
| Koordinaten fehlen! Hilf mit. | Ensemble Ausweichsitz Landesregierung          | Gemarkung Dagstuhl, Flur 1, Flurstück 265/86 | |
| Koordinaten fehlen! Hilf mit. | Ensemble Ausweichsitz Landesregierung          | Gemarkung Dagstuhl, Flur 1, Flurstück 86/2 | |
| Am Christianenberg Lage       | Wegekreuz                                      | Errichtet 1770 | |
| An der Kirche Lage            | Kath. Kirche Allerheiligen mit Ausstattung     | Ältester Teil der Kirche ist der romanische Turm. Das Langhaus wurde im Jahr 1817 neu errichtet, nachdem das Vorgängergebäude baufällig geworden war. Die Längsseiten des Langhauses besitzen sieben Fensterachsen. Lisenen und ein stark profiliertes Traufgesims schmücken den klassizistischen Bau. Im Inneren des flachgedeckten Saales stehen zwischen den Fenstern Heilige auf Konsolen. zahlreiche Pilaster gliedern den Raum. Ein Chor mit dreiseitigem Schluss schließt das Kirchenschiff ab. | |
| An der Kirche Lage            | Post, Pferdestation                            | Das barocke Bürgerhaus wurde um 1789 durch Klaudius Klauck erbaut. In dem Gebäude befand sich ab 1832 die Waderner Post mit Pferdewechselstation. 1909 wurde das Haus mit Jugendstilelementen verziert. Der zweigeschossige, traufständige Putzbau wird von einem Mansardwalmdach abgeschlossen. Das Gebäude erhebt sich über einem schmalen Sockel. Sieben Fensterachsen belichten das Haus. in der dritten Achse sitzt im Erdgeschoss eine Eingangstür mit profilierter Laibung und betontem Schlussstein. Pilaster tragen einen Rundgiebel mit Jugendstilornamenten im Giebelfeld. In der siebten Achse sitzt eine doppelflügelige Tür, deren Laibung der anderen Eingangstür gleicht. Das Erdgeschoss ist mit horizontalen Bändern gegliedert, die über den Segmentbogenfenstern durch kurze senkrechte Bänder unterbrochen sind. Ein Geschossgesims trennt Erd- und Obergeschoss. Das Obergeschoss wurde glatt verputzt und wird von Pilastern an den Gebäudeecken abgeschlossen. Die Sohlbänke der Fenster werden von Konsolen getragen. Profilierte Laibungen tragen im Wechsel einen geschweiften Giebel oder einen Segmentbogen mit Verdachung. | |
| Kräwigstraße Lage             | Ev. Pfarrkirche                                | Die evangelische Kirche wurde 1895/96 erbaut. In den Jahren 1966/67 wurde ein freistehender Glockenturm errichtet und die Sakristei angebaut, die 1993/94 erweitert wurde. Die Kirche wurde mit roten Sandsteinen erbaut und mit neugotischen Stilelementen verziert. Über dem Portal auf der Giebelseite befindet sich eine Fensterrose. Das Innere der kleinen Saalkirche wird von dem offenen Dachgestühl dominiert. Das Langhaus wird von einem dreiseitigen eingezogenen Chor abgeschlossen. | |
| Marktplatz Lage               | Brunnen                                        | Der Brunnen wurde 1770 erbaut und wechselte mehrfach den Standort. Im Zentrum des achteckigen Brunnenbeckens mit rundem Sockel steht eine Mittelsäule mit Laterne. | |
| Marktplatz 4 Lage             | Schloss mit Wirtschaftsgebäude                 | Das kleine Schloss wurde 1788 vermutlich nach Plänen eines Schülers von Christian Kretschmar errichtet. Es wurde für die Gräfin Christiane von Öttingen-Sötern erbaut. Der zweigeschossige traufständige Bau mit fünf Fensterachsen erhebt sich über einem niedrigen Sockelgeschoss. Über eine Freitreppe gelangt man in der mittleren Achse zum Eingangsportal mit profilierter Laibung und betontem Schlussstein. Darüber ist eine profilierte gerade Verdachung mit einem Gesims verkröpft. Über der Verdachung sitzt ein geschweifter Giebel, der bis zur Sohlbank im Obergeschoss reicht. Ein Mansardwalmdach schließt den Bau ab. | |
| Marktplatz 19 Lage            | Wohn- und Geschäftshaus                        | Um 1870 errichtet. | |
| Oberstraße 3 Lage             | Amtsgericht                                    | 1758 erbaut | |
| Oberstraße 7 Lage             | Haus Birtel, Wohn- und Gasthaus „Zum Kurfürst“ | Erbaut 1770/80 | |
| Unterstraße 19 Lage           | Bauernhaus mit Gewölbekeller                   | Erbaut 1805 | |

## Wadrill
| Lage               | Bezeichnung             | Beschreibung | Bild |
| ------------------ | ----------------------- | --- | ---- |
| Kirchstraße Lage   | Kath. Kirche St. Martin | Ältester Teil der Kirche ist der romanische Kirchturm. Im Jahr 1766 erfolgte durch den Bau eines Chorraums eine Erweiterung der ursprünglichen Kirche. In den Jahren 1888 bis 1890 wurde das Kirchenschiff dann nach Plänen des Architekten Wilhelm Hector neu errichtet. An das vierachsige Langhaus schließt sich ein siebenseitiger eingezogener Chor an. Die Saalkirche wird von vier Jochen mit Kreuzrippengewölbe überspannt. Bogenfriese schmücken die Kirche außen. Die Giebelseite ist durch ein Gurtgesims zweigeteilt. Darüber befinden sich zwei Rundbogenfenster. Das Gesims ist gleichzeitig Teil des Dreieckgiebels des Eingangsportals. Im Giebelfeld befindet sich oben ein Dreipass, darunter ein halbrundes Feld mit Ornamenten. Säulen auf hohen Postamenten tragen das Gebälk des Portals. |      |
| Kirchstraße 2 Lage | Kath. Pfarrhaus         | Das Pfarrhaus wurde um 1768 im Barockstil erbaut. Der langgezogene Putzbau mit zwei Geschossen besitzt Fenster mit profilierter Laibung und flachen Segmentbögen in denen ein betonter Schlussstein sitzt. |      |